# Curtitoma bartschi
Curtitoma bartschi é uma espécie de gastrópode do gênero Curtitoma, pertencente à família Mangeliidae.